# Jamie
Jamie  è un nome proprio di persona inglese e gaelico scozzese maschile e femminile.

## Varianti
- Femminili: Jaime[2], Jami[1], Jaimie[1], Jayme[1], Jayma[1], Jaimee
- Maschili: Jaime
  - Ipocoristici: Jay

## Origine e diffusione
È nato come diminutivo, tipico della lingua Scots, del nome James. Originariamente solo maschile, è stato usato anche al femminile dalla seconda metà del XIX secolo.
La variante Jaime, prettamente femminile, divenne popolare grazie alla protagonista della serie televisiva La donna bionica; viene occasionalmente accostato all'espressione francese j'aime che significa "io amo", ma la pronuncia è differente. Va notato che "Jaime", qualora maschile, è invece una forma spagnola di James. 

## Onomastico
Non esistono santi che portano questo nome, quindi è adespota. L'onomastico può essere festeggiato in occasione di Ognissanti, il 1º novembre. Alternativamente, si può festeggiarlo lo stesso giorno di Giacomo, da cui deriva.

## Persone

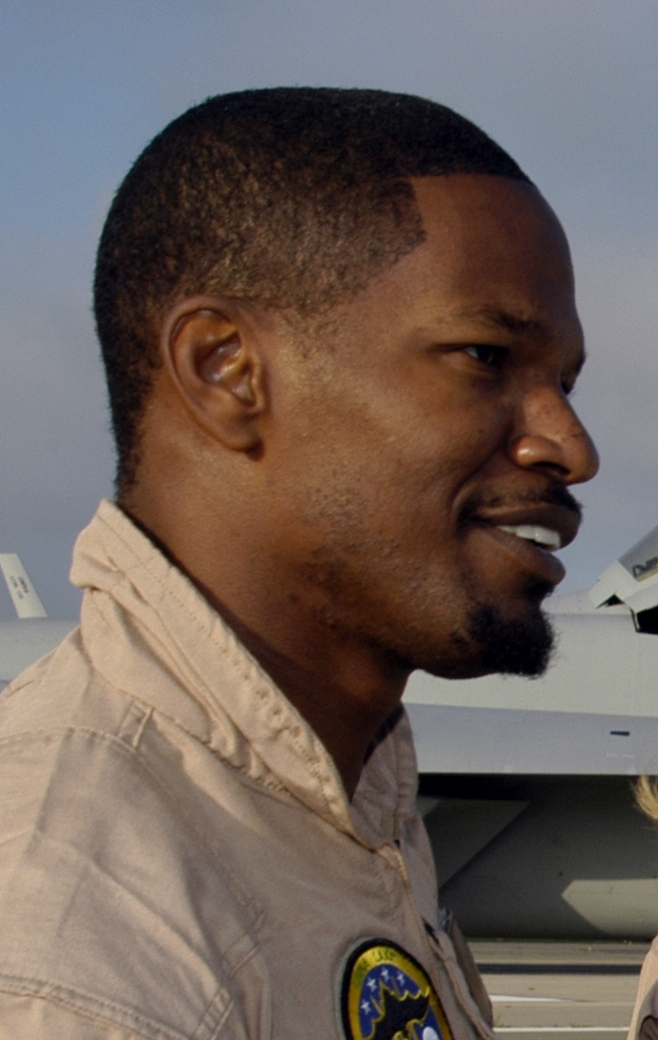
Jamie Foxx

### Maschile
- Jaime Alguersuari, pilota automobilistico spagnolo
- Jamie Bell, attore britannico
- Jamie Campbell Bower, attore e musicista britannico
- Jamie Dornan, modello, musicista e attore irlandese
- Jamie Foxx, attore, cantante e pianista statunitense
- Jamie Hyneman, conduttore televisivo statunitense
- Jamie Kennedy, attore statunitense
- Jamie King, coreografo e ballerino statunitense
- Jamie Oliver, cuoco, conduttore televisivo e scrittore britannico
- Jamie Waylett, attore britannico
- Jamie Vardy, calciatore britannico

### Femminile

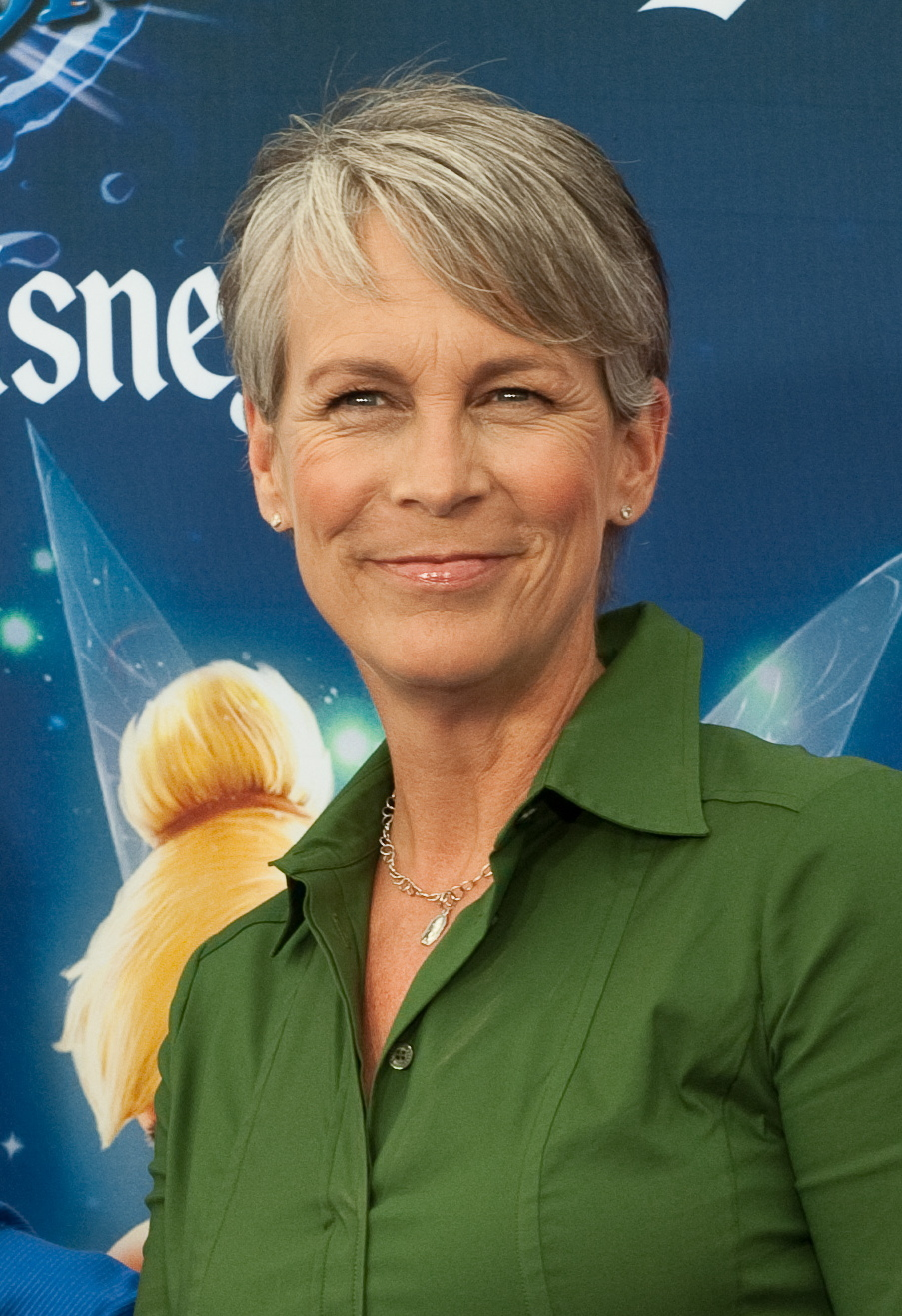
Jamie Lee Curtis

- Jamie Babbit, regista, produttrice cinematografica e sceneggiatrice statunitense
- Jamie Chung, attrice statunitense
- Jamie Lee Curtis, attrice statunitense
- Jamie Luner, attrice statunitense
- Jamie-Lynn Sigler, attrice e cantante statunitense
- Jamie Lynn Spears, attrice e cantante statunitense

### Variante femminile Jaime

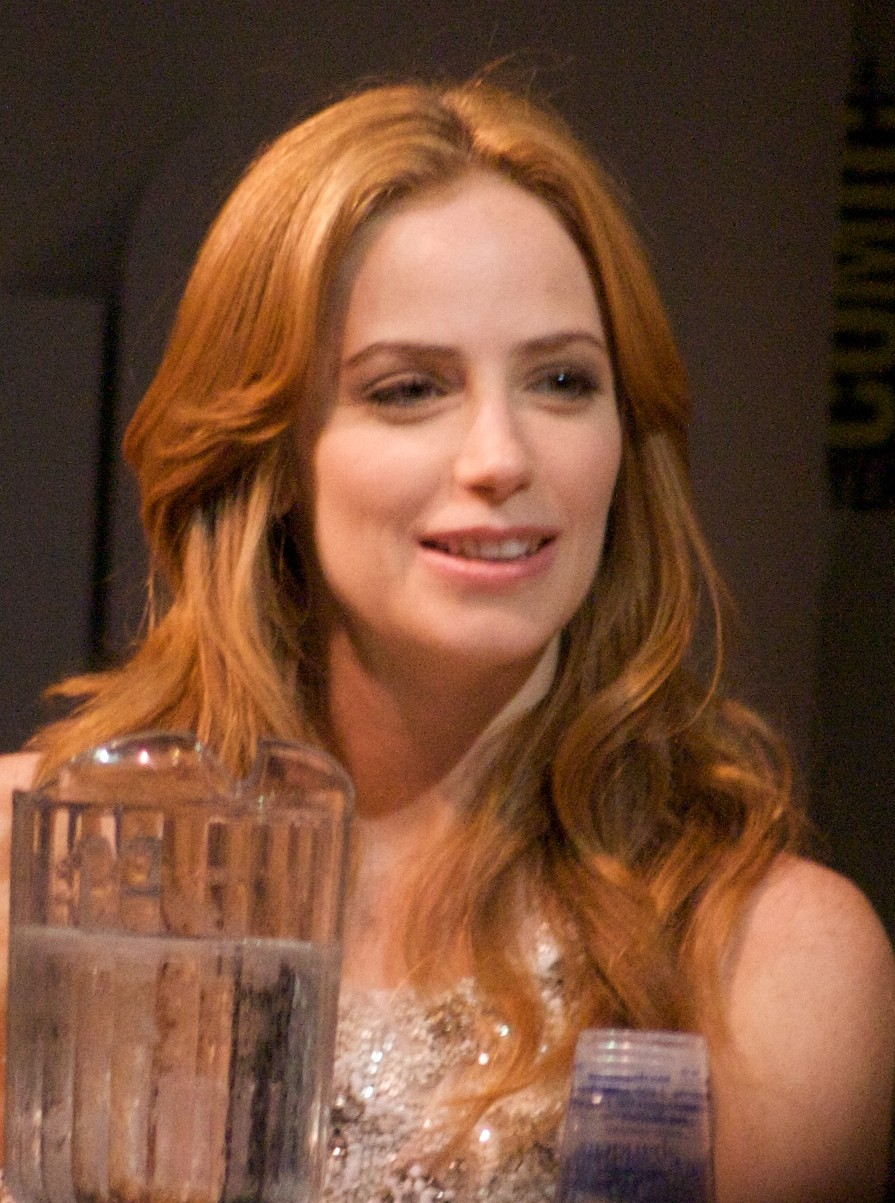
Jaime Ray Newman

- Jaime Hammer, modella e fotomodella statunitense
- Jaime Herrera Beutler, politica statunitense
- Jaime Hipp, pallanuotista statunitense
- Jaime King, attrice e modella statunitense
- Jaime Murray, attrice britannica
- Jaime Ray Newman, attrice statunitense
- Jaime Pressly, modella, attrice e artista marziale statunitense

### Altre varianti femminili
- Jaimie Alexander, attrice statunitense
- Jaimee Foxworth, attrice e pornoattrice statunitense
- Jami Gertz, attrice statunitense
- Jayma Mays, attrice statunitense
- Jami Montagnino, cestista statunitense naturalizzata italiana

## Il nome nelle arti
- Jamie Dee era uno pseudonimo usato da Marina Rei.
- Jaime Lannister è un personaggio della serie di romanzi "Cronache del ghiaccio e del fuoco", scritta da George R. R. Martin, e della serie televisiva da essa tratta Il trono di spade.
- Jamie Lloyd è un personaggio dei film Halloween IV: il ritorno di Michael Myers, Halloween V: la vendetta di Michael Myers e Halloween VI: la maledizione di Michael Myers.
- Jamie Madrox è un personaggio dei fumetti Marvel Comics.
- Jaime Sommers è un personaggio della serie televisiva La donna bionica.